# Camí Real (barri de València)
Camí Reial és un barri de la ciutat de València que pertany al districte de Jesús, a l'extrem sud de la ciutat.
És en aquest barri on les vies del tren d'alta velocitat AVE fan la seua entrada a València des del sud-oest i se soterren endinsant-se en un túnel que arriba fins a l'estació de València-Joaquim Sorolla al centre de la ciutat.
Limita al nord amb tres barris del mateix districte de Jesús: La Creu Coberta, L'Hort de Senabre i Sant Marcel·lí, al qual envolta quasi per complet. També al nord, però a l'extrem nord-oest, limita amb el barri de Favara, i a l'oest amb el de Sant Isidre, tots dos del districte veí de Patraix. A l'est limita amb terrenys del barri de Malilla del districte de Quatre Carreres, del qual el separen les vies del ferrocarril d'accés a l'estació del Nord i a l'estació València-Joaquim Sorolla de l'AVE. Al sud les obres del Pla Sud del nou llit del riu Túria, amb la circumval·lació V-30 a les seues voreres, el separen del Pobles del Sud, concretament dels barris de Faitanar i de La Torre.
La seua població l'any 2009 era de 3.766 habitants.
Les principals vies del barri són a l'extrem nord la ronda Sud de València, el carrer de Sant Vicent Màrtir travessant de nord a sud la part est del barri i fent de límit amb Sant Marcel·lí, el carrer de José Soto Micó en direcció a l'avinguda Reial de Madrid de La Torre, l'inici de la carretera CV-400 al sud, i la fi de l'avinguda de Gaspar Aguilar i el camí Vell de Picassent a l'extrem oest del barri.

## Nom
Pren el nom pel camí Reial de València a Xàtiva i Madrid, que correspon amb l'actual carrer de Sant Vicent Màrtir i travessa la part est del barri de nord a sud.

## Elements importants
El principal element de l'oest del barri és el cementeri General de València a la plaça de Sant Doménec de Guzmán (a la fi de l'avinguda de Gaspar Aguilar) i el tanatori Municipal Ciutat de València al camí Vell de Picassent. El parc de la Rambleta i el camp de futbol de Sant Marcel·lí es troben entre el cementeri i el barri de Sant Marcel·lí.
L'est del barri va créixer a partir del carrer José Soto Micó (prolongació del carrer de Sant Vicent Màrtir i antic camí Reial de València a Xàtiva i Madrid), i a aquest nucli es pot trobar el CIPFP (Centre Integrat Públic de Formació Professional) "Ciutat de l'Aprenent", anteriorment conegut com a Institut Politècnic Sant Vicent Ferrer, i les torres del complex residencial Valturia.

## Transports
Donen servei a l'est del barri les línies 9, 27 i N6 dels autobusos de l'EMT de València, mentre que a l'oest del barri dona servei la línia 10.
A l'extrem oest del barri es troba l'estació de Sant Isidre de les línies 1 i 5 de MetroValencia, que dona servei també al barri de Sant Isidre. A pocs metres està l'estació de València-Sant Isidre de Rodalies de València, on es pot accedir a les línies C-3 i C-4.